# Paul List
Pour les articles homonymes, voir List.
Paul List (né le 21 août 1869 à Berlin et mort le 30 avril 1929 à Leipzig) est un éditeur allemand à Leipzig.

## Biographie

### Éducation
Son grand-père Jacob Alfred List (de) (1778-1848) est directeur d'une école juive et libraire à Berlin, qui travaille également comme éditeur pendant un certain temps. Son père, le conseiller commercial Friedrich Jacob Alfred List (1829-1882) est banquier et cofondateur de l'Allgemeine Deutsche Credit-Anstalt (de). Sa mère, Christine Marie Louise, née Simon, est issue d'une famille de commerçants de Hambourg. Paul List commence par étudier l'agriculture à Göttingen, mais ne se sent pas à la hauteur des exigences physiques de ce métier. Il suit alors une formation de libraire aux éditions Schall & Grund à Berlin.

### Activités d'édition
Le 1er avril 1894, il fonde le Paul List Verlag (de) à Berlin, qu'il transfère en 1896 à Leipzig, au 22 Carolinenstraße. L'accent est mis sur la littérature de divertissement et la littérature générale. En 1907, il fonde également avec Felix von Bressensdorf (de) la maison d'édition de livres scolaires List & von Bressensdorf, dont il établit le département géographique en acquérant les parties correspondantes de la maison d'édition Helmut Wollermann de Brunswick. C'est ainsi que commence une importante production dans le domaine des livres scolaires, qui se poursuit encore aujourd'hui et place la maison d'édition parmi les éditeurs de livres scolaires de renom. L'auteur principal est Heinrich Harms (de), sous la direction duquel des cartes murales, des atlas, des manuels géographiques et des livres d'apprentissage sont créés, En 1919, il reprend également la maison d'édition Abel & Müller, dont il se sépare à nouveau en 1925.
En 1919, son fils Paul Walter List devient associé de la maison d'édition et en 1929, après la mort de Paul List, en devient l'unique propriétaire.

## Mariage et progéniture
Paul List est marié à Margarete Gottfried (1873-1944), fille du conseiller au commerce Emil Gustav Gottfried, propriétaire de la sucrerie de Leipzig Sachsenröder & Gottfried, et de sa femme Melitta, née Zangenberg. Son frère est le peintre Oswald Gottfried (de). Ils ont au moins deux enfants

## Honneurs
La Carolinenstraße à Leipzig, où se trouve la maison d'édition, est rebaptisée Paul-List-Straße en 1947.